# 大叶红光树
大叶红光树（学名：Knema linifolia），为肉豆蔻科红光树属下的一个植物种。生长在沟谷，潮湿的密林中。